# Generalcom
Generalcom București este o companie cu activități de închiriere a bunurilor imobiliare din România.
Acționarii firmei sunt Alain Louis Michel Emile Bonte, președintele firmei, care deține 43,21% din titluri, și Iberestate International Holding, firmă înregistrată în Luxemburg, cu 39,65% din capital.
Compania este listată pe piața Rasdaq.
Generalcom deține acțiuni la companiile farmaceutice Centrofarm și Sintofarm.